# Yixuan
Yixuan, 1. książę Chun (醇親王, Chún qīnwáng; ur. 16 października 1840, zm. 1 stycznia 1891) – chiński arystokrata mandżurski z rodu Aisin Gioro, ojciec cesarza Guangxu i dziadek cesarza Puyi.
Był siódmym synem cesarza Daoguanga i mężem młodszej siostry Cixi, Dafeng. Po śmierci swojego brata, cesarza Xianfenga, został jednym z uczestników zorganizowanego przez Cixi i Yixina spisku i aresztował regenta Su Shuna. Odtąd, dzięki protekcji Cixi, jego pozycja na dworze stale rosła, a po śmierci cesarza Tongzhi nowym cesarzem został jego syn, Guangxu. Odtąd zgodnie z cesarskim dekretem tytuł Yixuana stał się dziedziczny. Po usunięciu Yixina stał się najbardziej wpływową osobą na dworze. W 1885 stanął na czele Kancelarii do spraw Marynarki Wojennej mającej nadzorować tworzenie floty, jednak większość przeznaczonych na nią funduszy sprzeniewierzył na budowę kompleksu pałacowego Yiheyuan.